# 享保名物帳
享保名物帳（きょうほうめいぶつちょう）は、日本の刀剣書である。徳川幕府8代将軍・徳川吉宗の命により、本阿弥家13代当主本阿弥光忠および本阿弥一族が編纂して幕府に提出した日本刀の名刀一覧である。現在の刀剣研究では同書に掲載されている刀剣のみを狭義の「名物」としている。なお、原本は失われ後世の写本のみが存在するため、その名前は原本編纂時の元号を冠して後世に名付けられた便宜的な呼称であり、原本編纂時の正確な名称は不明である。

## 概要
内容は、火災などで編纂時に既に失われていた81振や後補版に追加された25振も含めた、世に名高い名刀274振を収録した台帳である。日本刀鑑定の権威であった本阿弥家が名刀の出自や伝来を公的に保証し格付けしたため、江戸時代の武家社会において名刀の指針になった。戦国大名などが愛用した名物が記録されており、徳川家（将軍家および御三家）の名刀を筆頭に、加賀藩前田家、福岡藩黒田家など各大名家に伝わる名刀の伝承や逸話を記録している。
正宗作が全59振（41振・焼失18振）、粟田口吉光作が全34振（16振・焼失18振）、郷義弘作が全22振（11振・焼失11振）収録されており、これらは「名物三作（天下三作）」として知られている。ただし名刀を所有していた大名家がその名刀を幕府に没収されることを恐れて秘匿したこともあったため、例えば大般若長光や加賀前田家が所蔵する幅広貞宗など優れた号はありながらも記載されていないものある。
原本は失われたものの複数の写本・転写本が残っており、主な系統としては2つに分けられる。一つは本阿弥家が幕府に提出した物の写しで、リストの最初が徳川家の御物である「厚藤四郎」から始まるものである。もう一つは、編纂にあたって本阿弥家の調査記録をまとめた控帳を原本にしたとされるもので、リストの最初が名物「平野藤四郎」で始まる。両者は性質の違いから収録作品数や並び順に差異があり、前者を「名物帳第1類」、後者を「名物帳第2類」と呼ぶ。更に幕末には第2類を底本に第1類の内容を取り込んだ「名物帳第3類」と呼ばれる写本もある。

## 諸本

### 諸家名剣集
写本の一つに本阿弥家3代当主である本阿弥光忠および本阿弥一族に命じて編纂した「諸家名剣集」がある。これも原本は現存せず、写本のみが残されている。著名なものには、1719年（享保4年）に写された東京国立博物館収蔵品（徳川宗敬寄贈）がある。

### 名物帳
1779年（安永8年）8月に本阿弥市郎兵衛（本阿弥光忠）の第1類を底本にして、儒者・有職故実家であり書院番与力を務める榊原香山による写本がある。その他には1857年（安政4年）に写された東京国立博物館収蔵品（徳川宗敬寄贈）がある。

### 詳註刀剣名物帳
1913年（大正2年）に本阿弥光恕の追記本を底本にして、金港堂書籍より「詳註刀剣名物帳」が刊行される。発行者は高瀬羽皐であり、1919年（大正8年）には嵩山堂より増補版も出されている。